# Alphonse Lacroix
Alphonse Albert „Frenchy“ Lacroix (* 21. Oktober 1897 in Newton, Massachusetts; † 12. April 1973 in Lewiston, Maine) war ein US-amerikanischer Eishockeytorwart, der in seiner aktiven Zeit von 1914 bis 1931 unter anderem für die Canadiens de Montréal in der National Hockey League gespielt hat.

## Karriere
Alphonse Lacroix begann seine Karriere als Eishockeyspieler in seiner Heimatstadt an der Newton High School, für deren Mannschaft er von 1914 bis 1917 aktiv war. Anschließend spielte der Torwart erst einmal im Amateurbereich – zunächst zwei Jahre lang für die Boston Navy Yard und anschließend sechs Jahre lang für die Boston A.A. Unicorns. Am 10. November 1925 erhielt er einen Vertrag als Free Agent bei den Canadiens de Montréal, für die er in der Saison 1925/26 in insgesamt fünf Spielen in der National Hockey League zwischen den Pfosten stand, von denen er bei vier Niederlagen jedoch nur eines mit seiner Mannschaft gewinnen konnte. In der folgenden Spielzeit stand er weiterhin in Montréal unter Vertrag, blieb jedoch als Ersatztorwart ohne Einsatz. 
Die Saison 1927/28 begann Lacroix bei den Providence Reds in der Canadian-American Hockey League. In vier Spielen konnte er jedoch nicht vollends überzeugen, weshalb er den Verein frühzeitig verließ und die folgenden eineinhalb Jahre bei den Lewiston St. Doms in der semi-professionellen NEHL verbrachte, ehe er die Saison 1929/30 wiederdum bei den Providence Reds in der CAHL absolvierte, jedoch nur in einem Spiel zum Einsatz kam. Im Anschluss an die Saison 1930/31, in der er beim CAHL-Team Boston Tigers unter Vertrag stand, beendete er seine Karriere im Alter von 32 Jahren. 

### International
Für die USA nahm Lacroix an den Olympischen Winterspielen 1924 in Chamonix teil, bei denen er mit seiner Mannschaft die Silbermedaille gewann. 

## Erfolge und Auszeichnungen
- 1924 Silbermedaille bei den Olympischen Winterspielen